# Tocando el viento
Tocando el viento es una película británica de 1997 escrita y dirigida por Mark Herman. Está protagonizada por Pete Postlethwaite, Tara Fitzgerald y Ewan McGregor. El largometraje es una tragicomedia sobre la problemática social de un pueblo minero del norte de Inglaterra durante el gobierno de Margaret Thatcher; narra cómo los trabajadores de una mina de carbón se enfrentan al posible cierre de la misma, lo que supondría la pérdida de sus puestos de trabajo y la desaparición de la banda de música de los mineros, institución local con más de un siglo de historia.

## Premios y nominaciones
| Año  | Premio                                  | Categoría                                               | Resultado |
| ---- | --------------------------------------- | ------------------------------------------------------- | --------- |
| 1997 | London Critics Circle Film              | Actor británico del año (Ewan McGregor)                 | Ganador   |
| 1997 | Premios BAFTA                           | Premio Alexander Korda a la mejor película británica    | Nominada  |
| 1997 | Premios BAFTA                           | Mejor guion original (Mark Herman)                      | Nominada  |
| 1997 | Premios BAFTA                           | Premio Anthony Asquith a la mejor música (Trevor Jones) | Nominada  |
| 1997 | Festival de Cine de Emden               | Mejor película                                          | Ganadora  |
| 1997 | Writers' Guild of Great Britain         | Premio al mejor guion de cine                           | Ganadora  |
| 1997 | Festival Internacional de Cine de Tokio | Premio Especial del Jurado                              | Ganadora  |
| 1997 | Festival de Cine de París               | Gran Premio                                             | Ganadora  |
| 1998 | Premios Goya                            | Mejor película europea                                  | Nominada  |
| 1998 | Premios Guldbagge                       | Mejor película extranjera                               | Nominada  |
| 1998 | Premios César                           | Mejor película extranjera                               | Ganadora  |
| 1998 | Guild of German Art House Cinemas       | Plata a la mejor película extranjera                    | Ganadora  |
| 1998 | Premios del Cine Alemán                 | Mejor película extranjera                               | Ganadora  |
| 1998 | Prix Lumière                            | Mejor película extranjera                               | Ganadora  |
| 1999 | Premios Cóndor de Plata                 | Mejor película extranjera                               | Nominada  |